# Weslaco, Texas
Weslaco là một thành phố thuộc quận Hidalgo, tiểu bang Texas, Hoa Kỳ. Năm 2010, dân số của xã này là 35670 người.

## Dân số
- Dân số năm 2000: 26935 người.
- Dân số năm 2010: 35670 người.